# No Burqas Behind Bars
No Burqas Behind Bars es un largometraje documental sueco de 2012, realizado por Maryam Ebrahimi y dirigido por Nima Sarvestani sobre la vida en una prisión de mujeres en Afganistán.

## Sinopsis
En la prisión de Takhar, en Afganistán, 40 mujeres están encerradas tras las rejas junto con sus 34 hijos. Todas comparten cuatro celdas. A través de las propias historias de las prisioneras, la película explora cómo se utilizan los "crímenes morales" para controlar a las mujeres en Afganistán. La película muestra que las mujeres que huyen de sus maridos reciben un castigo más largo que las que han cometido asesinato. Fuera del hogar, el burka cubre a las mujeres afganas de la cabeza a los pies, ocultando su identidad y dejándolas sin rostro y sin voz en la sociedad, excepto cuando están en prisión. Sima se vio obligada a casarse a los diez años y cuando tenía 20 años ya tenía cinco hijos. Está encerrada, junto con sus hijos, desde hace 15 años. Su crimen consiste en huir de un marido maltratador, que ya había asesinado a una de sus otras esposas y a su hijo. Sara, uno de los personajes principales de la película, está encerrada porque se enamoró. Najibeh, Latife y muchos otros nombres: todos ellos cuentan historias que muestran la fuerza interior y la dignidad del ser humano cuando se enfrenta a condiciones de vida obscenas.

## Estreno y proyecciones
Se estrenó en el Festival Internacional de Cine Documental de Ámsterdam en 2012.
También se ha proyectado en otros eventos cinematográficos, como el Brooklyn Film Festival en 2014, en las proyecciones mensuales de Ciné-ONU Viena, organizadas por el Servicio de Información de las Naciones Unidas (SINU) de Viena en cooperación con el Festival de Cine This Human World (THW) y Topkino, con motivo del Día Internacional de la Mujer de 2014, en el Salt Spring Film Festival, el Docufest, en el ciclo Greenhouse 2016: Emerging Documentary Voices from the Middle East and North Africa del Jacob Burns Film Center, o en el Centro Pompidou de París con ocasión del ciclo Femmes cinéastes en 2019.

## Reconocimientos
En 2014 resultó ganadora del Premio Emmy Internacional al Mejor Documental y del Premio Europa al Mejor Documental Europeo de Televisión.